# André Delvaux
Pour les articles homonymes, voir Delvaux.
André Delvaux, ou baron Delvaux, est un réalisateur belge, né le 21 mars 1926 à Heverlee (Belgique) et mort le 4 octobre 2002 à Valence (Espagne).
Il est considéré comme le symbole du cinéma belge moderne.

## Biographie

### Origines, formation et débuts
André Albert Auguste Delvaux naît le 21 mars 1926 à Heverlee en Belgique.
Il obtient une licence en philologie germanique et en droit à l'Université libre de Bruxelles. Familier de la Cinémathèque royale de Belgique, il accompagne des films muets au piano, de 1952 à 1958, à L'Écran du séminaire des arts, ancêtre du Musée du cinéma de Bruxelles. Il devient ensuite professeur de langue et littérature néerlandaise à l'athénée Fernand Blum à Schaerbeek, où il fonde une classe de cinéma. Il réalise entretemps plusieurs courts métrages documentaires pour la télévision belge de 1956 à 1962, notamment sur Jean Rouch et Federico Fellini.

### Carrière
André Delvaux se tourne vers la fiction avec son court métrage Le Temps des écoliers en 1962, année où il cofonde l'INSAS. Delvaux est le symbole du cinéma belge moderne car, s'il existait un cinéma belge avant lui, son premier long métrage, L'Homme au crâne rasé, a fait entrer dès 1966 la cinématographie belge dans la modernité.

### Mort et hommage
André Delvaux meurt des suites d'une crise cardiaque le 4 octobre 2002 à Valence (Espagne), où il assiste à la deuxième édition de la Rencontre mondiale des arts de la ville de Valence.
Selon le réalisateur Jaco Van Dormael : « c'est lui qui a ouvert la porte du cinéma belge dans laquelle nous nous sommes engouffrés ».

## Style
Ses films sont pour la plupart des adaptations littéraires (Johan Daisne, Julien Gracq, Marguerite Yourcenar, Suzanne Lilar...) et sont souvent ancrés dans un cadre spécifiquement belge : Delvaux tourne indifféremment en français et en néerlandais. Ses réalisations se démarquent par un style inclassable et ambitieux, marqué par l'onirisme et le mystère. L'Homme au crâne rasé révèle son inspiration surréaliste et Un soir, un train, avec Yves Montand et Anouk Aimée, s'inscrit dans un cycle de « réalisme magique ». Selon le cinéaste, le réalisme magique auquel il a recours est avant tout un jeu esthétique, spirituel et philosophique, doublé d'une interrogation métaphysique et ontologique.
Néanmoins, ses films restent enracinés dans une réalité banale, perçue comme mystérieuse et irrationnelle. La frontière entre réel et imaginaire est alors abolie autour des thèmes de la mort et du désir. Une atmosphère inquiétante et étrange naît autant grâce à l'histoire qu'aux paysages. Rendez-vous à Bray, qui dévoile une tonalité plus intime de son œuvre, lui vaut le Prix Louis-Delluc en 1971 et Benvenuta, interprété par Fanny Ardant et Vittorio Gassman, conte l'histoire d'un jeune scénariste parti, pour les besoins d'un film, à la rencontre d'une romancière qui vit chacune de ses histoires d'amour comme une expérience mystique,.

## Filmographie
- 1956 : Forges (coréalisation : Jean Brismée)
- 1956 : Nous étions treize
- 1958 : Cinéma, bonjour !
- 1959 : Two Summer Days
- 1959 : La Planète fauve (coréalisation : Jean Brismée)
- 1960 : Yves boit du lait
- 1962 : Fellini (documentaire sur le cinéaste italien)
- 1961 : Jean Rouch (coréalisation : Jean Brismée), documentaire sur le cinéaste français Jean Rouch
- 1962 : Le Temps des écoliers
- 1964 : Cinéma polonais
- 1965 : L'Homme au crâne rasé (De Man die zijn haar kort liet knippen) d'après le roman de Johan Daisne
- 1966 : Derrière l'écran (Achter het scherm)
- 1968 : Un soir, un train (De trein der traagheid) avec Yves Montand, Anouk Aimée, François Beukelaers, d'après le roman de Johan Daisne
- 1969 : Interprètes
- 1971 : Rendez-vous à Bray
- 1973 : Belle
- 1975 : Met Dieric Bouts, sur Dirk Bouts
- 1979 : Femme entre chien et loup (Een Vrouw tussen hond en wolf)
- 1980 : To Woody Allen, From Europe With Love
- 1983 : Benvenuta avec Vittorio Gassman, Fanny Ardant, Françoise Fabian et Mathieu Carrière, d'après le roman de Suzanne Lilar, La Confession anonyme
- 1985 : Babel Opera, ou La Répétition de Don Juan
- 1988 : L'Œuvre au noir d'après le roman de Marguerite Yourcenar
- 1989 : 1001 Films

Depuis 2010, la plupart des films d'André Delvaux sont édités en DVD par la Cinémathèque royale de Belgique.

## Distinctions
- Doctor honoris causa de l'ULB
- Officier de l'ordre de la Couronne

Il est élevé au rang de baron par le roi Albert II de Belgique en 1996. Sa devise est Unus Ego Multi in Me (« Je suis un et beaucoup sont en moi »).

### Récompenses cinématographiques
- 1956 : prix du Film industriel au Festival national d'Anvers pour Forges
- 1971 : prix Louis-Delluc pour Rendez-vous à Bray
- 1979 : prix André-Cavens de l’Union de la critique de cinéma (UCC) pour le meilleur film belge : Femme entre chien et loup
- 1983 : prix spécial du jury, Festival des films du monde de Montréal pour Benvenuta
- 1988 : prix André-Cavens de l’Union de la critique de cinéma (UCC) pour le meilleur film belge : L'Œuvre au noir
- 1991 : prix Joseph-Plateau pour l'ensemble de sa carrière
- 1996 : prix spécial pour l'ensemble de sa carrière au Fantasporto
- 2011 : Magritte d'honneur pour l'ensemble de sa carrière